# Atrophaneura aristolochiae
Espèce
Atrophaneura aristolochiae ou Rosier commun est une espèce de lépidoptère appartenant à la famille des Papilionidae.
Il est largement répandu en Asie du Sud et du Sud-Est surtout après la mousson.
La chenille se nourrit sur les Aristoloches.

## Dénomination
- Atrophaneura aristolochiae décrit par  Johan Christian Fabricius en  1775, sous le nom de Papilio aristolochiae.

### Synonymie
- Papilio aristolochiae (Fabricius, 1775)
- Papilio diphilus (Esper, 1793)
- Tros aristolochiae (Fabricius, 1775)
- Pachlioptera aristolochiae (Fabricius, 1775)
- Pachliopta aristolochiae (Fabricius, 1775)

## Sous espèces
Il existe plus de  20 Sous espèces. La majeure partie en  Inde.
- Atrophaneura aristolochiae aristolochiae Fabricius. Inde. Très commune.
- Atrophaneura aristolochiae ceylonicus Moore. Sri Lanka. Très commune.
- Atrophaneura aristolochiae goniopeltis Walter Rothschild. Birmanie, Iles Andaman, Thaïlande. Assez rare.
- Atrophaneura aristolochiae sawi Evans. Nicobar. Assez rare.
- Atrophaneura aristolochiae camorta Moore.Nicobar. Assez rare.
- Atrophaneura aristolochiae kondulana Evans.Nicobar. Assez rare.

## Galerie

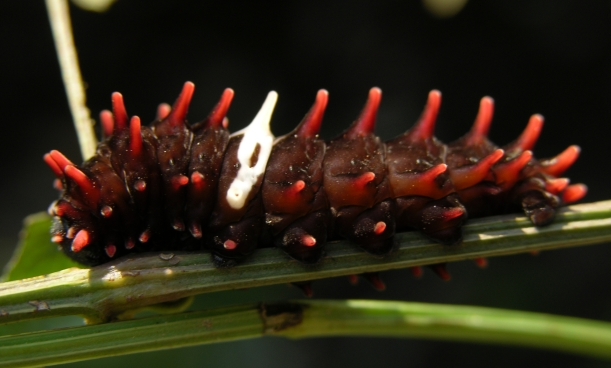
Chenille
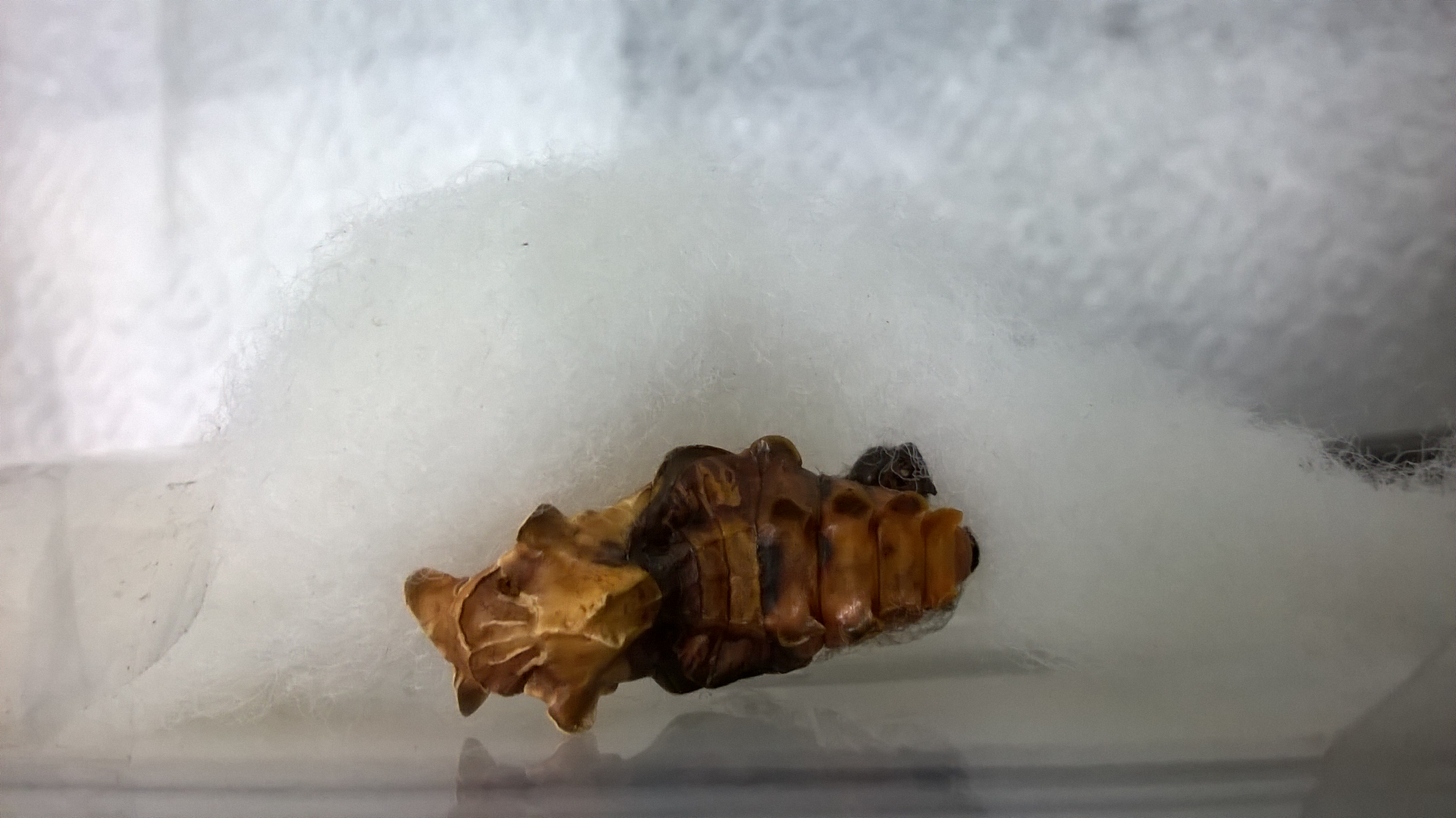
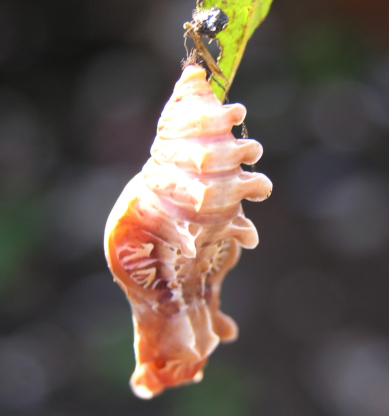
pupe
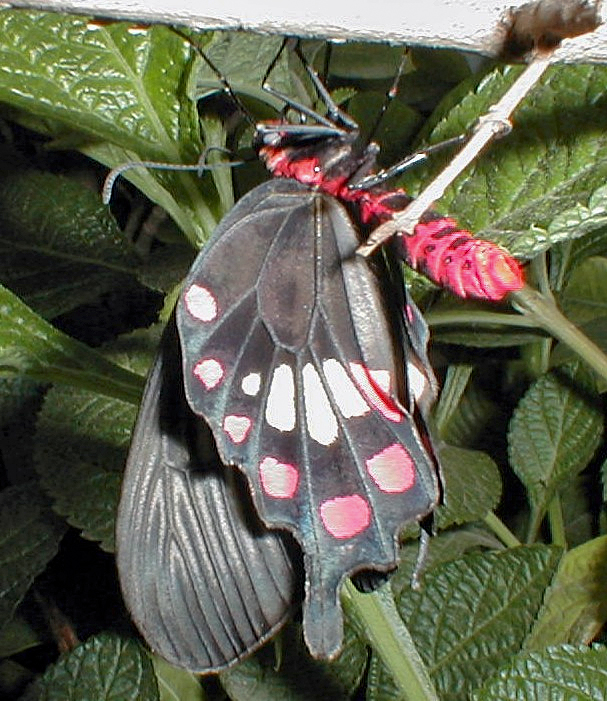
Imago
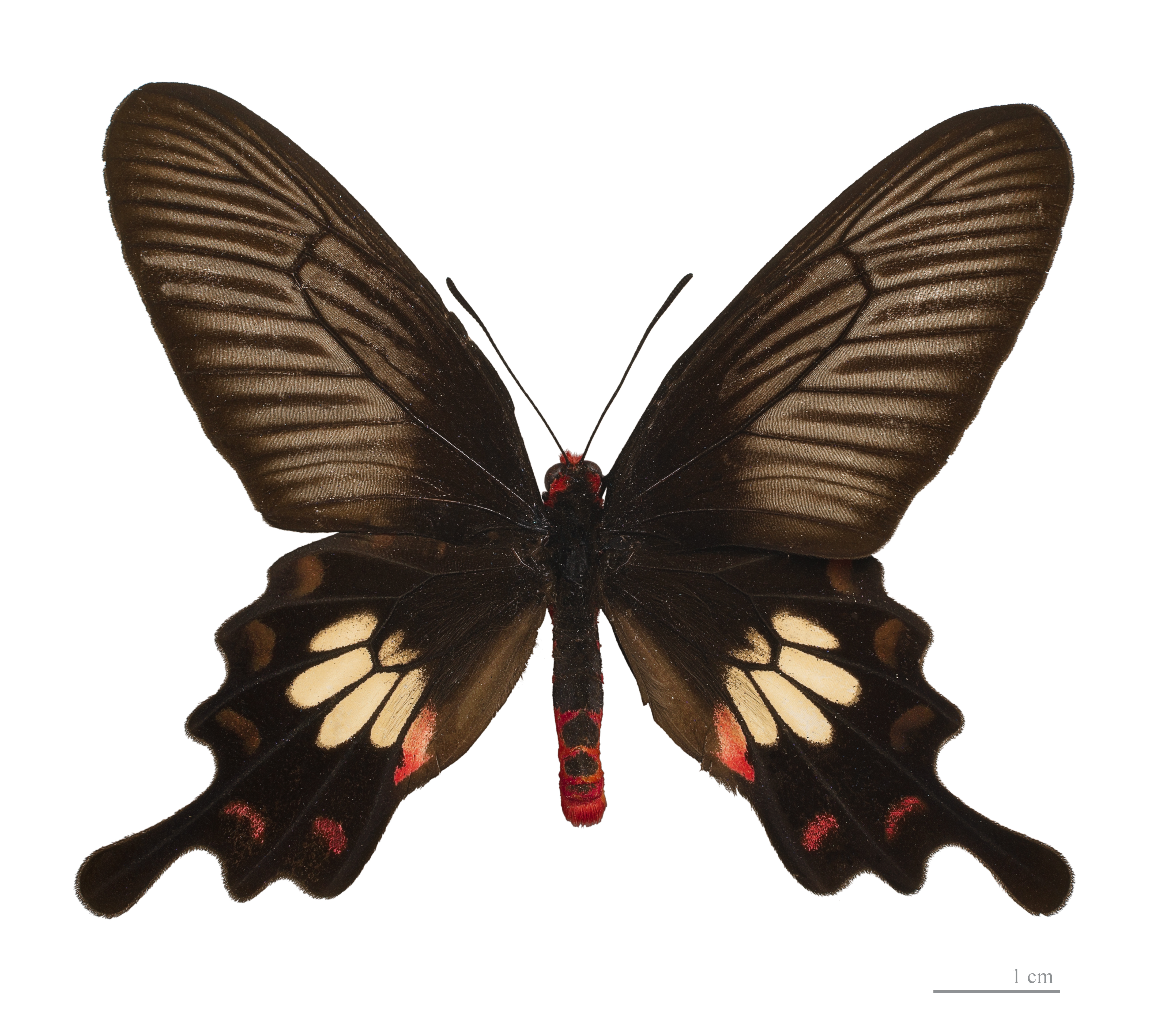
Atrophaneura aristolochiae goniopeltis - Thaïlande